# Triple saut masculin aux championnats du monde d'athlétisme en salle 2010
Navigation
2008 2012
Le concours du triple saut masculin des championnats du monde en salle de 2010 s'est déroulé les 12 et 14 mars 2010 à l'Aspire Dome de Doha, au Qatar. Il est remporté par le Français Teddy Tamgho qui établit un nouveau record du monde en salle avec 17,90 m.

## Résultats

### Finale
| Rang               | Athlète             | Pays      | Essais | Essais | Essais | Essais | Essais | Essais | Marque | Notes |
| Rang               | Athlète             | Pays      | 1      | 2      | 3      | 4      | 5      | 6      | Marque | Notes |
| ------------------ | ------------------- | --------- | ------ | ------ | ------ | ------ | ------ | ------ | ------ | ----- |
| Médaille d'or      | Teddy Tamgho        | France    | 17.41  | 17.24  | x      | x      | 17.50  | 17.90  | 17.90  | WR    |
| Médaille d'argent  | Yoandri Betanzos    | Cuba      | 17.69  | x      | -      | 16.29  | x      | 17.57  | 17.69  | PB    |
| Médaille de bronze | Arnie David Giralt  | Cuba      | 17.15  | 17.21  | 17.17  | 16.45  | 17.36  | 16.88  | 17.36  | SB    |
| 4                  | Christian Olsson    | Suède     | 17.23  | 16.90  | -      | -      | -      | -      | 17.23  |       |
| 5                  | Fabrizio Donato     | Italie    | 16.40  | 16.88  | x      | x      | x      | 16.49  | 16.88  |       |
| 6                  | Jadel Gregório      | Brésil    | x      | x      | 16.60  | x      | 16.78  | 16.39  | 16.78  |       |
| 7                  | Dmitrij Valukevic   | Slovaquie | x      | 16.44  | x      | 16.25  | x      | 16.72  | 16.72  |       |
| 8                  | Igor Spasovkhodskiy | Russie    | 16.42  | x      | x      | -      | 16.11  | x      | 16.42  |       |

### Qualifications
Qualification : 16,95 m (Q) ou les 8 meilleurs sauts (q) se qualifient pour la finale.
| Rang | Athlète             | Pays       | #1    | #2    | #3    | Marque | Notes |
| ---- | ------------------- | ---------- | ----- | ----- | ----- | ------ | ----- |
| 1    | Yoandri Betanzos    | Cuba       | 17.11 |       |       | 17.11  | Q     |
| 2    | Christian Olsson    | Suède      | 17.07 |       |       | 17.07  | Q     |
| 3    | Teddy Tamgho        | France     | 16.90 | x     | 15.91 | 16.90  | q     |
| 4    | Jadel Gregório      | Brésil     | 16.27 | 16.85 | x     | 16.85  | q     |
| 5    | Fabrizio Donato     | Italie     | 16.55 | 16.82 | x     | 16.82  | q     |
| 6    | Arnie David Giralt  | Cuba       | 16.48 | 16.71 | x     | 16.71  | q     |
| 7    | Igor Spasovkhodskiy | Russie     | 16.32 | x     | 16.57 | 16.57  | q     |
| 8    | Dmitrij Vaľukevič   | Slovaquie  | 16.49 | x     | 16.55 | 16.55  | q     |
| 9    | Li Yanxi            | Chine      | 16.36 | 16.31 | 16.54 | 16.54  | SB    |
| 10   | Viktor Yastrebov    | Ukraine    | x     | 16.28 | 16.53 | 16.53  |       |
| 11   | Dimitrios Tsiamis   | Grèce      | 16.53 | 16.00 | 15.38 | 16.53  |       |
| 12   | Jefferson Sabino    | Brésil     | x     | x     | 16.49 | 16.49  | SB    |
| 13   | Momchil Karailiev   | Bulgarie   | 16.35 | 16.43 | 16.39 | 16.43  |       |
| 14   | Brandon Roulhac     | États-Unis | 16.16 | 16.36 | 16.18 | 16.36  |       |
| 15   | Walter Davis        | États-Unis | 16.33 | x     | x     | 16.33  |       |
| 16   | Samyr Laine         | Haïti      | 16.30 | 16.18 | 16.18 | 16.30  |       |
| 17   | Randy Lewis         | Grenade    | 16.28 | x     | x     | 16.28  |       |
| 18   | Colomba Fofana      | France     | 15.82 | x     | 15.95 | 15.95  |       |
| 19   | Daniele Greco       | Italie     | 15.60 | x     | 15.39 | 15.60  |       |

## Légende
Records et Performances
- AR : Record continental (area record)
- CR : Record des championnats (championship record)
- MR : Record du meeting (meet record)
- NR : Record national (national record)
- OR : Record olympique (olympic record)
- PR : Record paralympique (paralympic record)
- PB : Record personnel (personal best)
- SB : Meilleure performance personnelle de la saison (season's best)
- WL : Meilleure performance mondiale de l'année (world leader)
- WJR : Record du monde junior (world junior record)
- WR : Record du monde (world record)

Circonstances et Conditions
- DNF : N'a pas terminé (did not finish)
- DNS : N'a pas pris le départ (did not start)
- DQ : Disqualification (disqualification)
- NM : Aucun essai valable enregistré (No Mark)
- Q : Qualifié « directement » au prochain tour (ou à la prochaine compétition), lors d'une compétition majeure, grâce au classement ou à la réalisation des minima (automatic qualifier)
- q : Qualifié au prochain tour (ou à la prochaine compétition), lors d'une compétition majeure, grâce au repêchage ou à la réalisation de l'une des meilleures performances parmi celles des « non qualifiés directement » (grâce au meilleur temps ou à la meilleure distance par exemple) (secondary qualifier)